# سوریگائو سیتی
شهر سوریگائو، شهر و مرکز استان سوریگائو شمالی، فیلیپین است. بر اساس سرشماری سال ۲۰۲۰، سوریگائو با جمعیت ۱۷۱،۱۰۷ نفر پرجمعیت ترین استان این استان است.